# 칠레의 국장

칠레의 국장

칠레의 국장은 1834년 6월 26일에 제정되었다.
국장 가운데에 그려져 있는 방패 안에는 파란색과 빨간색 두 가지 색으로 구성된 가로 줄무늬 바탕 가운데에 은색 별이 그려져 있다.
방패 위쪽에는 파란색, 하얀색, 빨간색 세 가지 색의 깃털이 장식되어 있는데, 깃털 장식은 과거 칠레의 대통령 모자의 장식에 사용되었다.
방패 왼쪽에는 금색 왕관을 쓴 우에물이 그려져 있으며, 오른쪽에는 금색 왕관을 쓴 콘도르가 그려져 있다.
방패 아래쪽에 있는 리본에는 칠레의 나라 표어인 "이성 혹은 힘으로" ("Por la Razón o la Fuerza") 라는 문구가 스페인어로 쓰여져 있다.

## 역대 국장

제1차 칠레의 국장
제2차 칠레의 국장